# 杜耶·克尔斯图洛维奇
杜耶·克尔斯图洛维奇（1953年2月5日—），克罗地亚男子篮球运动员。他曾代表南斯拉夫国家队参加1980年夏季奥林匹克运动会篮球比赛，获得一枚金牌。